# Hans-Jürgen von Bose

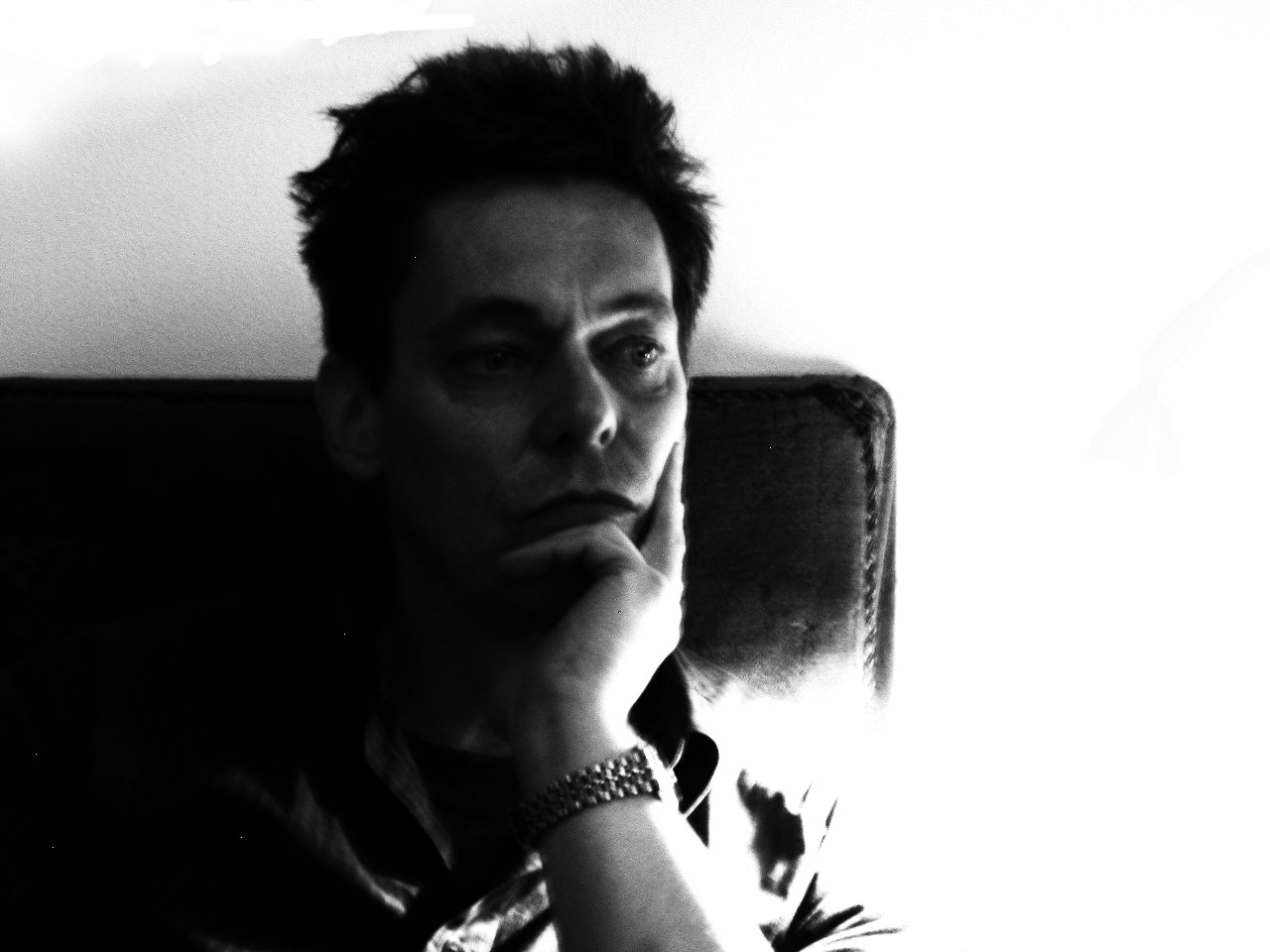
Hans-Jürgen von Bose

Hans-Jürgen von Bose (* 24. Dezember 1953 in München) ist ein deutscher Komponist.

## Leben
Bose ist ein Sohn des Arztes Hans-Jürgen von Bose (1923-ca. 2000) und seiner ersten Ehefrau Margi, geb. Niedermeyer (* 1924). Auf der väterlichen Seite entstammt er dem ehemaligen Adelsgeschlecht von Bose. Sein Großvater väterlicherseits war der Nachrichtendienstler Herbert von Bose, der wegen seiner Betätigung gegen das NS-Regime 1934 vom Sicherheitsdienst der SS ermordet wurde. Bose widmete seinem Großvater seine 1989 entstandene Vertonung der Todesfuge des französischen Lyrikers Paul Celan. Ein Urgroßvater von ihm, der Vater seiner väterlichen Großmutter, war der General Viktor Kühne, der während des Ersten Weltkrieges führend an der Eroberung Rumäniens beteiligt war.
Nach einer von zahlreichen Ortswechseln und Internatsaufenthalten geprägten Kindheit bekam Bose 1969 am Hoch’schen Konservatorium in Frankfurt am Main Unterricht in Klavier und Musiktheorie. Nach dem Abitur studierte er Komposition (Hans Ulrich Engelmann), Klavier (Klaus Billing) und Dirigieren an der Musikhochschule Frankfurt. Auf die erstmalige Teilnahme an den Darmstädter Ferienkursen 1974 und Uraufführung seines 1. Streichquartetts folgten mehrere Stipendien, so der Mozart-Stiftung und der Studienstiftung des Deutschen Volkes. 1976 brach von Bose das Studium in Frankfurt ab und siedelte als freischaffender Künstler nach München um.
Das Duo für Bratsche und Violoncello „Threnos“ erhielt 1976 den ersten Preis beim Kompositionswettbewerb Sommerliche Musiktage Hitzacker, seine Kammeroper Blutbund (1974) wurde 1977 in der Opera Stabile in Hamburg uraufgeführt; ab 1977 werden seine Kompositionen international aufgeführt. Die in der Folge entstehenden Werke wurden begleitet von Stipendien der Deutschen Akademie Rom Villa Massimo (1980/1985), wie Morphogenesis (1976), Das Diplom (1976), 63:Dream Palace (1990) und Die Nacht aus Blei (1981) als Auftragswerk der Deutschen Oper Berlin, das 1984 im Auftrag des WDR verfilmt wurde. Dafür wurde ihm der Kritikerpreis für Musik des Verbandes der Deutschen Kritiker verliehen. Zum 100. Jubiläum der Berliner Philharmoniker komponierte er das Auftragswerk Idyllen (1982/83); ein Jahr später entstanden die Sappho-Gesänge für Mezzosopran und Klavier sowie eine Fassung für Kammerorchester, die bei den Donaueschinger Musiktagen uraufgeführt wurden. Im gleichen Jahr erhielt er den Förderpreis des Hessischen Kulturpreises und den Förderpreis für Musik der Landeshauptstadt München. 1983/84 folgte die Komposition der Oper Die Leiden des Jungen Werthers nach Johann Wolfgang von Goethe von Filippo Sanjust, die an der Hamburger Staatsoper uraufgeführt und bei den Schwetzinger Festspielen 1986 gezeigt wurde. In den 1980er Jahren ist von Bose Jurymitglied der Sommerlichen Musiktage Hitzacker sowie Dozent bei Jugend komponiert in Weikersheim. Nach einer Gastprofessur für Komposition am Salzburger Mozarteum trat er 1992 als Ordinarius für Komposition an der Hochschule für Musik und Theater München die Nachfolge Wilhelm Killmayers an (bis 2007).
Hans-Jürgen von Bose lebte und arbeitete nach vollzogener Frühpensionierung im Jahr 2007 in Berlin und anschließend in der Uckermark; 2012 wurde er als Professor an der Hochschule für Musik und Theater München reaktiviert. Seit 2011 lebt er in Zorneding, einem Vorort Münchens.

## Werk
Hans-Jürgen von Boses Musik ist in den frühen Werken gekennzeichnet durch das Neben- und Ineinander von strukturellen und klangsinnlichen Elementen. Die Abwendung von der seriellen Kompositionsweise und das Eintreten für eine subjektive Semantik wurde seit den Darmstädter Ferienkursen 1978 als „Neue Einfachheit“ bezeichnet (dies galt auch für weitere Komponisten wie Wolfgang Rihm und Detlev Müller-Siemens), wobei die Konnotation dieses Begriffes die Strukturalität und die komplexe Zeitbehandlung der Kompositionen nicht abdecken konnte. Die unter dem Schlagwort „Neue Subjektivität“ bekannte Strömung setzte in den 1970er Jahren, im Konsens gegen ein konstruktiv serielles Denken, erhebliche Impulse für einen neuen Materialbegriff, der sich von einem objektiven Materialverständnis abwandte.
Mit der 1990 entstandenen Oper 63: Dream Palace beginnt von Bose mit verschiedenen, auch historischen, Stilelementen und Referenzen zu arbeiten. Die Heterogenität der Postmoderne wird somit durch die Verarbeitung unterschiedlicher Stilelemente reflektiert. Als ein Höhepunkt dieser Periode ist die Oper Schlachthof V (1996) zu sehen, deren Libretto auf dem Roman Schlachthof 5 oder der Kinderkreuzzug von Kurt Vonnegut basiert.
Die Brückenbildung zwischen Moderne und Postmoderne zeigt sich als ein signifikantes Moment des Boseschen Werkes.

## Schlachthof 5
Die Technik der Stilkopie verwendet Bose hier im Sinne einer Expansion der eigenen musikalischen Sprache, nicht jedoch im Gestus einer Aufgabe der künstlerischen Eigentümlichkeit. Hier zeigt sich eine Neuinterpretation des postmodernen Diskurses. Wurde die allgemeine Haltung der Postmoderne mehrheitlich als die Unmöglichkeit verstanden neuartige künstlerische Ideen zu schaffen, weswegen es in einer nachgeschichtlichen Zeit nur die Möglichkeit gäbe historisches Material zu verarbeiten, stellt Schlachthof 5 diese Verarbeitung als eine neue (positive) künstlerische Haltung dar. Die französische poststrukturalistische Philosophie und ihre Theorie des „Tod des Autors“ (Roland Barthes) machen hierin ihren Einfluss deutlich. Den „Personalstil“ bezeichnet von Bose als ein „hoffentlich bald zu überwindendes Relikt des 19. Jahrhunderts“. Analog hierzu werden die historischen Allusionen in Schlachthof 5 nicht collagiert, sondern amalgamiert und überlagert. Die historischen Grenzen des Materials werden nicht gewahrt und berücksichtigt. Bezugnehmend auf den Begriff Rhizom, der von den Philosophen Deleuze und Guattari geprägt wurde, definiert von Bose in Schlachthof 5 die künstlerischen Wurzeln als vielfach verästelte und heterogen strukturierte.
Signifikant für Boses Schaffen generell und Schlachthof 5 im Besonderen ist die Behandlung zeitlicher Komplexität. Das lineare Zeitverständnis wird abgelöst durch Simultaneität, analog zu dem „zeitspastischen“ Verständnis des Protagonisten Billy Pilgrim. Von Bose lässt darüber hinaus Erkenntnisse aus der Chaostheorie, Neurobiologie und der Astrophysik in sein polymorphes Zeitverständnis einfließen, die über die Musik hinaus in der Strukturierung des Librettos umgesetzt wurden. Die von Sergej Eisenstein etablierte Form des Filmschnitts wird hier – auch kompositorisch – verwendet, damit verschiedene Ebenen „schnell und hart gegeneinandergeschnitten“ (Ebenda, S. 353) werden können, die in kompositorischen Schichtungen und Verwebungen weitergeführt werden. Der Komponist spricht in diesem Zusammenhang von einem „Zeit – Palimpsest“ (Ebenda, S. 353).
Die Oper entstand als Auftragswerk der Bayerischen Staatsoper und eröffnete 1996 die Münchner Opern-Festspiele (Regie: Eike Gramss).

## Werkauswahl

### Vokalmusik
- Three Songs für Tenor und Kammerorchester. (1977)
- Symphonisches Fragment (Hölderlin) (1979/80)
- Guarda el canto (Miguel Angel Bustos) – Vier Fragmente in drei Sätzen für Sopran und Streichquartett. (1981)
- Sappho-Gesänge für Mezzosopran und Kammerorchester. (1983)
- Sonnet XLII für Bariton und Streichquartett (Shakespeare, 1985)
- Fünf Kinderreime – aus „Des Knaben Wunderhorn“ für Alt und fünf Instrumente. (1985)
- ...im Wind gesprochen – Geistliche Musik für Sopran-Solo, zwei Sprecher. (1985)
- Omega – Fünf Gedichte von Federico Garcia Lorca für Mezzosopran und Klavier. (1986)
- Todesfuge – Mixed Choir with Baritone solo and Organ. (1989)
- Love after Love – (D.Walcott) für Sopran und Orchester. (1990/91)
- Der Ausflug ins Gebirge – Franz Kafka; für Countertenor und Klavier. (2005)
- Kafka-Zyklus für Countertenor und Cello, Aribert Reimann zum 70. Geburtstag gewidmet. (2006)
- Lamento und Dithyrambus (I.Bachmann) für Countertenor, Keyboard, Klavier und Röhrenglocken, Hans-Werner Henze zum 80. Geburtstag gewidmet. (2006)
- Bernhard-Zyklus – Drei Lieder nach Gedichten von Thomas Bernhard für Sopran und Klavier. (2006)
- Invocationes Zyklus für Countertenor und Orgel. (2008)

### Bühnenwerke
- Blutbund (Ramon del Valle-Inclan) – Oper 1 Akt. (komp. 1974)
- Die Nacht aus Blei – kinetische Handlung in sechs Bildern nach Hans Henny Jahnn. (komp. 1981)
- Chimäre – Musikalische Szene von Federico Garcia Lorca. (1986)
- Die Leiden des jungen Werthers – Lyrische Szenen in zwei Teilen und einem Intermezzo. (komp. 1987/88)
- Werther-Szenen – Ballett in zwei Teilen und einem Zwischenspiel. (komp. 1988)
- 63:Dream Palace – Oper nach einer Novelle vom James Purdy. (komp. 1989 / UA: 6. Mai 1990, Münchener Biennale)
- Medea Fragment – Musiktheater nach Hans Henny Jahnn. (komp. 1993)
- Schlachthof V – Oper, Libretto vom Komponisten nach Kurt Vonnegut. (komp. 1995)
- K-Projekt 12/14 – Musiktheater nach Kafkas „Die Verwandlung“. (2002)
- Verkehr mit Gespenstern – Musiktheater nach Texten und Fragmenten von Franz Kafka.  (2012)

### Instrumentalmusik
- Morphogenesis für großes Orchester. (1975)
- Travesties in a Sad Landscape – Variationen für Kammerorchester. (1978)
- Musik für ein Haus voll Zeit für großes Kammerorchester. (1978)
- Idyllen – zum 100-jährigen Jubiläum der Berliner Symphoniker. (1982/83)
- Symbolum für Orgel und Orchester. (1985)
- Labyrinth 1 für großes Orchester. (1987)
- Concertino per il H.W.H für Kammerorchester. (1991)
- Labyrinth II für Klavier. (1992)

### Kammermusik
- 1. Streichquartett. (1973)
- 2.Streichquartett. (1976/77)
- Streichtrio. (1978)
- Drei Epitaphe für Bläsersextett. (1987)
- Musik für Cello solo. (2002)
- Musik für K.[4] für Violine, Violoncello und Klavier. (2002)
- Streichtrio – Auftragswerk der bayerischen Staatsoper zum 80. Geburtstag von Hans-Werner Henze. (2006)

### Klaviermusik
- 3 kleine Klavierstücke. (1982)
- Labyrinth II. (1987)
- origami – 2 Episoden für Klavier, 4-händig. (1991)

## Schriften
- Suche nach einem neuen Schönheitsideal. In: E. Thomas: Ferienkurse ’78. (= Darmstädter Beiträge zur Neuen Musik 17.)
- Mit Zeitsprüngen wider die Langeweile. Schlachthof 5: Plädoyer für die moderne Oper. In: Hanspeter Krellmann, Jürgen Schläder (Hrsg.): Theater ist ein Traumort. Opern des 20. Jahrhunderts von Janáček bis Widmann. Berlin 2005, S. 350–354.

## Auszeichnungen
- Deutscher Kritikerpreis (1981)
- Hessischer Kulturpreis (1983)
- Schneider-Schott-Musikpreis Mainz (1988)
- Förderpreis des Siemens Musikpreises (1994)
- Preis der Christoph-und-Stephan-Kaske-Stiftung für die Anerkennung der pädagogischen Verdienste Boses (1998)